# 試用版
試用版（しようばん）とは、商用ソフトウェアや 市販のソフトウェア、シェアウェア などの試用に際して対価を必要とするソフトウェアにおいて、購入前に試用目的で提供されるものをいう。インターネットなどのネットワーク、あるいは、CD-ROM、DVD-ROMなどの媒体を通じて配付される。ミドルウェアや法人向けのソフトウェアなどでは、評価目的での配付という意味で 評価版 という呼称も多く使用される。ゲームソフトや個人向けのパッケージソフトウェアでは、体験版という呼称もある。その性格上、プロプライエタリソフトウェアである。

## 機能などの制限
試用版の提供の目的は、購入前の評価、試供である。そのため、試用版には、通常何らかの機能制限がついている。試用期間や、試用回数を設定してあるものが多く、そうしたソフトウェアは試用期間中はすべて、または一部制限された機能を試用することができる。また、試用期間、回数を設定してあるものの中には、起動時などに購入を促すメッセージを表示させるものもある。
試用版に機能制限をかけてあるソフトウェアでは、一部の高度でオプショナルな機能を無効にしてあるものもあれば、ファイルの保存、印刷などそのソフトウェアを試用するのに必須の機能を無効にしてあるものもある。前者には、機能制限版としてそのまま使えるものもある。
また、フォント、地図、画像などデータそのもの、およびソフトウェアパッケージに添付されているデータが重要な意味をもつものは、配付されるデータの質と量に制限がかけてある。ゲームソフトでは、ある程度から先へ進むことができなくなっている。
試用版では、ベンダによるサポートおよび保証は通常うけられない。

## 試用版の配付
試用版をインターネットなどから入手する場合、一次配付元、あるいはダウンロードサイトにて何らかの登録が必要なことがある。
試用版の媒体配付は、雑誌の付録、別のソフトウェアのパッケージへの同梱、セミナー、説明会などの集会での配付、路上、店舗での配付、ユーザが提供者に直接送付を依頼する、別のソフトウェアあるいは、バージョンアップを促すために登録したユーザにたいして送付する、営業社員が提案の一環として配付するなどの経路で配付される。

## ソフトウェア購入形態の変化
店頭販売だけでなく、ダウンロード販売をおこなうソフトウェアが増加したことにより、そうしたソフトウェアが試用版を提供することも増えた。